# Родословная (телесериал)
«Родосло́вная» (англ. Bloodline) — американский многосерийный драматический триллер, созданный Тоддом А. Кесслером, Гленном Кесслером и Дэниелом Зелманом (известными по работе над сериалом «Схватка») и спродюсированный компанией Sony Pictures Television. Все серии первого сезона вышли на канале Netflix 20 марта 2015 года. До этого, 9 февраля 2015 года, сериал был продемонстрирован на 65-м Берлинском кинофестивале. Второй сезон вышел 27 мая 2016 года. 13 июля 2016 года Netflix продлил сериал на третий сезон, а спустя два месяца объявил о закрытии сериала после трёх сезонов.

## Обзор сезонов
| Сезон | Сезон | Эпизоды | Премьера      |
| ----- | ----- | ------- | ------------- |
|       | 1     | 13      | 20 марта 2015 |
|       | 2     | 10      | 27 мая 2016   |
|       | 3     | 10      | 26 мая 2017   |

## Сюжет
Сюжет сериала разворачивается вокруг семейного клана Рэйбёрнов, которые живут, на первый взгляд, беззаботной жизнью в живописном уголке Флорида-Кис и владеют маленьким отелем на побережье. Празднование 45-летия отеля собирает всю семью вместе. В частности, возвращается самый старший сын Дэнни, отчуждённый от семьи из-за давнего конфликта с деспотичным отцом, который возвращает прежние споры и открывает трагическое прошлое семьи. После того, как мать предлагает Дэнни остаться и помогать присматривать за отелем, он становится причастным к контрабанде наркотиков и непосредственно подвергает опасности всех, кто его окружает. Это заставляет младших братьев, — Джона и Кевина, и их сестру Мег пойти на всё возможное для спасения достояний семьи Рэйбёрн.

## В ролях

### Основной состав
- Кайл Чендлер — Джон Рэйбёрн, средний сын, помощник местного шерифа
- Бен Мендельсон — Дэнни Рэйбёрн, старший сын, «паршивая овца» в семье
- Линда Карделлини — Мег Рэйбёрн, младшая сестра, самый младший ребёнок в семье, юрист
- Норберт Лио Батц[англ.] — Кевин Рэйбёрн, младший брат, владеет бизнесом по ремонту лодок, который приходит в упадок
- Джасинда Барретт — Дайана Рэйбёрн, жена Джона
- Джейми Макшейн — Эрик О’Бэннон, друг Дэнни, бывший осуждённый
- Энрике Мурсиано — Марко Диас, детектив полиции, сотрудник Джона и парень Мег
- Сэм Шепард — Роберт Рэйбёрн, патриарх семьи, отец Денни, Джона, Кевина и Мег (главная роль, 1 сезон; приглашённая, 2 сезон)
- Сисси Спейсек — Салли Рэйбёрн, мать Денни, Джона, Кевина и Мег
- Кэти Финнеран — Бель Рэйбёрн, жена Кевина (второстепенная роль, 1 сезон; главная, 2 сезон)
- Джон Легуизамо — Оззи Дельвеччио (2 сезон)
- Андреа Райсборо — Эванджелин (2 сезон)

### Второстепенный состав
- Хлоя Севиньи — Челси О’Бэннон, младшая сестра Эрика
- Стивен Паскаль[англ.] — Алек Волос, клиент и любовник Мег
- Миа Киршнер — женщина в автобусе/Сара Рэйбёрн, старшая сестра (в зрелом возрасте), которая погибла в детстве
- Брендан Ларракуэнтэ — Бен Рэйбёрн, сын Джона и Дайаны
- Тейлор Рувье — Джейн Рэйбёрн, дочь Джона и Дайаны
- Гленн Моршауэр — Уэйн Лаури, местный наркоторговец
- Джино Венто — Рафи Кинтана, подчинённый Уэйна Лаури
- Элиезар Кастро — Карлос Мехия, бывший работник отеля Рэйбёрнов, клиент Мег
- Билл Келли — Клэй Грюнвальд, агент Управления по борьбе с наркотиками
- Джереми Палко — Николас Видмарк, сосед Кевина
- Фрэнк Гойт Тэйлор — Ленни Потс, друг Роберта, детектив полиции в отставке
- Оуэн Тиг — Нолан Рэйбёрн, сын Дэнни, о котором не знали остальные члены семьи Рэйбёрн
- Бо Бриджес — Рой Гилберт, политический сторонник и союзник Джона Рэйбёрна на должность шерифа
- Дэвид Зейес — шериф Агирр, действующий шериф, действующий против Джона Рэйбёрна

## Отзывы
Сериал получил положительные отзывы критиков за удачный подбор актёрского состава, отличную игру актёров, в частности Кайла Чендлера и Линды Карделлини, атмосферный нуар на фоне тропической Флориды и неспешное последовательное развитие сюжета.

## Награды
| Год  | Награда                             | Категория                                                                | Номинант                                | Результат |
| ---- | ----------------------------------- | ------------------------------------------------------------------------ | --------------------------------------- | --------- |
| 2015 | Выбор телевизионных критиков        | Лучшая мужская роль второго плана в драматическом телесериале            | Бен Мендельсон                          | Номинация |
| 2015 | Прайм-таймовая премия «Эмми»        | Лучшая мужская роль в драматическом сериале                              | Кайл Чендлер                            | Номинация |
| 2015 | Прайм-таймовая премия «Эмми»        | Лучшая мужская роль второго плана в драматическом сериале                | Бен Мендельсон                          | Номинация |
| 2015 | Премия EWwy                         | Лучшая женская роль второго плана в драматическом телесериале            | Сисси Спейсек                           | Номинация |
| 2015 | Премия Artios                       | Лучший кастинг в драматическом телесериале                               | Дебра Зейн, Лори Виман и Шейна Марковиц | Номинация |
| 2015 | 68-я Премия Гильдии сценаристов США | Лучший новый сериал                                                      | «Родословная»                           | Номинация |
| 2016 | «Золотой глобус»                    | Лучшая мужская роль второго плана в мини-сериале, сериале или телефильме | Бен Мендельсон                          | Номинация |
| 2016 | Прайм-таймовая премия «Эмми»        | Лучшая мужская роль в драматическом сериале                              | Кайл Чендлер                            | Номинация |
| 2016 | Прайм-таймовая премия «Эмми»        | Лучшая мужская роль второго плана в драматическом сериале                | Бен Мендельсон                          | Победа    |